# Max Fewtrell
Maximilian Fewtrell (Birmingham, Inglaterra, Reino Unido; 29 de julio de 1999) más conocido como Max Fewtrell, es un ex-piloto de automovilismo británico. Fue campeón de Fórmula 4 Británica en 2016. Desde 2017 hasta 2020 fue miembro de la Academia de Renault Sport.

## Carrera

### Inicios
Fewtrell nació en Birmingham y comenzó a hacer karting en 2009 a los diez años, donde obtuvo títulos en 2013 y 2014.

### Fórmulas inferiores
En 2015, Fewtrell participó en el MRF Challenge, donde terminó undécimo en el campeonato.
Al año siguiente, se unió a Carlin para competir en Fórmula 4 Británica, donde obtuvo tres victorias y ganó el campeonato en la ronda final en Brands Hatch.

### Fórmula Renault
En diciembre de 2016, fue nombrado como parte de la alineación de pilotos de Tech 1 Racing para la temporada 2017 de Fórmula Renault 2.0. Ganó la carrera en Red Bull Ring en su camino hacia el Título de Novatos, y el sexto lugar en el Campeonato de Pilotos.
Al año siguiente, Fewtrell pasó al equipo R-ace GP. Logrando seis victorias, incluyendo convertirse en el primer piloto desde Nyck de Vries en obtener una doble victoria en un fin de semana de dos carreras en Hockenheimring, y seis pole position, el británico reclamó el título en el final de temporada después de una batalla de toda la temporada con su compañero de la Academia de Renault Sport, Christian Lundgaard.

### Campeonato de Fórmula 3 de la FIA
Disputó la temporada 2019 del Campeonato de Fórmula 3 de la FIA para ART, junto a Christian Lundgaard y David Beckmann. Anteriormente, había sido parte en la prueba de postemporada de GP3 Series con el mismo equipo. Logró dos podios en todo el año para poder finalizar décimo en el campeonato con 57 puntos. Para la temporada 2020 dejará ART para ser piloto de Hitech Grand Prix.

## Resumen de carrera
| Temporada | Categoría                                       | Equipo            | Carreras | Victorias | Poles | VR | Podios | Puntos | Pos.  |
| --------- | ----------------------------------------------- | ----------------- | -------- | --------- | ----- | -- | ------ | ------ | ----- |
| 2015-16   | MRF Challenge Fórmula 2000                      | MRF Racing        | 14       | 0         | 0     | 0  | 1      | 51     | 11.º  |
| 2016      | Fórmula 4 Británica                             | Carlin            | 30       | 3         | 3     | 3  | 15     | 358    | 1.º   |
| 2017      | Eurocopa de Fórmula Renault                     | Tech 1 Racing     | 23       | 1         | 0     | 0  | 1      | 164    | 6.º   |
| 2017      | Copa de Europa del Norte de Fórmula Renault 2.0 | Tech 1 Racing     | 5        | 0         | 0     | 1  | 2      | 48     | 12.º  |
| 2018      | Eurocopa de Fórmula Renault                     | R-ace GP          | 20       | 6         | 6     | 6  | 11     | 275.5  | 1.º   |
| 2018      | Copa de Europa del Norte de Fórmula Renault 2.0 | R-ace GP          | 10       | 0         | 0     | 3  | 1      | 24     | 15.º‡ |
| 2019      | Campeonato Asiático de F3 - Serie de Invierno   | Dragon Hitech GP  | 3        | 0         | 0     | 0  | 0      | 20     | 11.º  |
| 2019      | Campeonato de Fórmula 3 de la FIA               | ART Grand Prix    | 16       | 0         | 0     | 0  | 2      | 57     | 10.º  |
| 2019      | Gran Premio de Macao                            | Hitech Grand Prix | 1        | 0         | 0     | 0  | 0      | N/A    | 18.º  |
| 2020      | Campeonato de Fórmula 3 de la FIA               | Hitech Grand Prix | 12       | 0         | 0     | 0  | 0      | 5      | 20.º  |
| Fuente:   |                                                 |                   |          |           |       |    |        |        |       |

- ‡ Fewtrell fue inelegible para sumar puntos a partir de la segunda ronda.

## Resultados

### Campeonato de Fórmula 3 de la FIA
(Clave) (negrita indica pole position) (cursiva indica vuelta rápida puntuable)

| Año  | Escudería         | 1    | 1    | 2    | 2    | 3   | 3   | 4    | 4    | 5    | 5    | 6   | 6   | 7   | 7   | 8   | 8   | 9   | 9   | Pos. | Puntos | Ref.   |
| ---- | ----------------- | ---- | ---- | ---- | ---- | --- | --- | ---- | ---- | ---- | ---- | --- | --- | --- | --- | --- | --- | --- | --- | ---- | ------ | ------ |
| 2019 | ART Grand Prix    | BAR  | BAR  | LEC  | LEC  | SPI | SPI | SIL  | SIL  | BUD  | BUD  | SPA | SPA | MNZ | MNZ | SOC | SOC |     |     | 10.º | 57     | [ 10 ] |
| 2019 | ART Grand Prix    | 5    | 8    | Ret  | 18   | 2   | 4   | 19   | 12   | 2    | 24   | 9   | Ret | 14  | 21  | 11  | 11  |     |     | 10.º | 57     | [ 10 ] |
| 2020 | Hitech Grand Prix | SPI1 | SPI1 | SPI2 | SPI2 | BUD | BUD | SIL1 | SIL1 | SIL2 | SIL2 | BAR | BAR | SPA | SPA | MNZ | MNZ | MUG | MUG | 20.º | 5      | [ 12 ] |
| 2020 | Hitech Grand Prix | 12   | 10   | 14   | 7    | 11  | 11  | Ret  | 20   | 16   | 12   | 17  | Ret |     |     |     |     |     |     | 20.º | 5      | [ 12 ] |